# Selaginella jungermannioides
Selaginella jungermannioides là một loài dương xỉ trong họ Selaginellaceae. Loài này được Gaudich. Spring mô tả khoa học đầu tiên năm 1840.